# هوزیر (آلبوم)
«هوزیر» آلبومی از هنرمند اهل ایرلند هوزیر است که در ۱۹ سپتامبر ۲۰۱۴ منتشر شد.
این آلبوم در چارت‌های ایرلند، لهستان در رتبه اول و در چارت‌های ایتالیا، اسکاتلند، استرالیا، هلند، آمریکا، دانمارک، سوئد، فلاندرز، نیوزلند جزو ده آلبوم اول قرار گرفت. ترانه مرا به کلیسا ببر از این آلبوم بسیار مشهور شد.